# Valentin Bădoi
Valentin Bădoi (n. 16 decembrie 1975, Turnu Măgurele, România) este un antrenor și fost jucător de fotbal din România, care a evoluat ultima oară la echipa FC Brașov pe postul de fundaș, dar care a jucat de-a lungul carierei și la Rapid București, FC Steaua București, FC Timișoara și FC Universitatea Craiova.
În prezent este antrenorul principal al clubului CSM Cetatea Turnu Măgurele.

## Carieră
A debutat pentru FCM Bacău în Liga I pe 7 august 2000 într-un meci pierdut împotriva echipei Steaua București. 
În martie 2006 a primit Medalia „Meritul Sportiv” - clasa a II-a cu o baretă, din partea președintelui României, Traian Băsescu, deoarece a făcut parte din echipa Rapidului care a obținut calificarea în sferturile Cupei UEFA 2005-2006.
Pe 9 septembrie 2009 a semnat un contract pentru un sezon cu Universitatea Craiova.
Și-a încheiat cariera la Conpet Ploiești, în 2012, când a preluat ca antrenor echipa CS Buftea, devenită în anul următor FC Clinceni.

## Titluri
| Sezon   | Club            | Titlu              |
| ------- | --------------- | ------------------ |
| 2002    | Rapid București | Supercupa României |
| 2002-03 | Rapid București | Liga I             |
| 2005-06 | Rapid București | Cupa României      |
| 2006-07 | Rapid București | Cupa României      |